# Parco nazionale della Selva boema
Il parco nazionale della Selva boema (in ceco Národní park Šumava) è un parco nazionale che si trova nel sud-ovest della Repubblica Ceca.
Istituito nel 1991, prende il nome dalla omonima catena montuosa che segna il confine tra Germania e Austria e che è compresa nell'area del parco.